# 南湖南路街道
南湖南路街道，是中华人民共和国新疆维吾尔自治区乌鲁木齐市水磨沟区下辖的一个乡镇级行政单位。

## 行政区划
南湖南路街道下辖以下地区：
克东路北社区、安居北路社区、旭东社区、安居社区、华祥社区、林科院社区、劳动街社区、友谊社区和绿苑社区委会。